# Seyyedān (ort i Iran)
Seyyedān (persiska: سیدان, Seydān) är en ort i Iran.   Den ligger i provinsen Fars, i den centrala delen av landet, 600 km söder om huvudstaden Teheran. Seyyedān ligger 1 659 meter över havet och antalet invånare är 7 555.
Terrängen runt Seyyedān är huvudsakligen kuperad, men norrut är den bergig.Runt Seyyedān är det ganska tätbefolkat, med 60 invånare per kvadratkilometer. Det finns inga andra samhällen i närheten. Trakten runt Seyyedān består till största delen av jordbruksmark.